# Skanderbeg (film)
Skanderbeg (Russisch: Великий воин Албании Скандербег, Veliki voin Albani Skanderbeg, Albanees: Luftëtari i madh i Shqipërisë Skënderbeu, "De grote krijger van Albanië Skanderbeg") is een Sovjet-Albanese film uit 1953, geregisseerd door Sergej Joetkevitsj. De film is een biografie van de Albanese volksheld Gjergj Kastrioti Skanderbeg. 
Op het Filmfestival van Cannes van 1954 won de film de Internationale Prijs en werd het genomineerd voor de Gouden Palm. Tevens kreeg regisseur Joetkevitsj een Mention spéciale.
Op 28 november 2012, de dag van het 100-jarig bestaan van Albanië, werd de film in remasterversie geproduceerd door het Albanese productiebedrijf Albfilm. 
De film speelt zich af tijdens de Albanees-Ottomaanse oorlog gedurende de 15e eeuw en richt zich op de prins Gjergj Kastrioti Skanderbeg. In zijn leven worden een aantal dingen uitgelicht: zijn gijzeling door de Ottomanen, zijn terugkomst in Albanië, het huwelijk met prinses Donika, het verdrag tussen Albanese edelen, de veldslagen tegen de sultans en het verraadt van zijn neef Hamza Kastrioti.

## Verhaal
Tijdens een Ottomaanse veldtocht door Albanië besluit sultan Murat II driehonderd kinderen te gijzelen om hen een militaire opleiding te geven in het Ottomaanse leger. De sultan komt onder anderen terecht bij de edelman Gjon Kastrioti, een landsheer die gedwongen wordt zijn zoon Gjergj (Skanderbeg) aan de sultan over te dragen. Vader Gjon maakt aan zijn zoon, voor dat deze in handen valt van de sultan, duidelijk dat dit het land is van zijn vader en zijn voorouders, waarna hij wijst naar de Albanese bergen.
Twintig jaar later is Skanderbeg een prominente soldaat binnen het Ottomaanse leger. Het Ottomaanse Rijk bereid zich voor op een veldslag tegen de Polen en Hongaren. Skanderbeg komt er vlak voor deze veldslag achter dat de Albanese natie steeds meer tegen over elkaar staat door het feit dat hun lokale heersers niet de Ottomanen bestrijden maar onderling veldslagen tegen elkaar uitvechten. Skanderbeg en zijn neef Hamza Kastrioti besluiten, daags voor de veldslag tegen de Polen en Hongaren, hierop het Ottomaanse leger te verlaten. De Albanese soldaten binnen het Ottomaanse Rijk volgen hen.
Nadat de broer van Pal, minnaar van de zus van Skanderbeg, Mamica Kastrioti, wordt vermoord door een rivaliserende Albanese stam, ziet Dafina (gebaseerd op Vojsava Tripalda), terwijl ze huilend op de grond zit, haar zoon, Skanderbeg, het dorp binnenlopen. Dafina reageert fel op het feit dat Skanderbeg blijft dienen voor de Ottomanen, echter maakt Skanderbeg duidelijk dat hij teruggekeerd is om te vechten voor Albanië. 
Skanderbeg roept tijdens een bijeenkomst beide hoofden van de rivaliserende stammen naar voren waarna hij van beide een stukje van de pink opensnijdt en de menigte toespreekt tot verbroedering van de Albanese natie. Skanderbeg stelt hierna een leger van Albanezen samen. De soldaten worden geselecteerd op armworstelen. Na een leger op de been te hebben samengesteld spreekt Skanderbeg de Albanese bevolking toe en verklaard  de oorlog aan het Ottomaanse Rijk. Zijn voornaamste handlangers zijn Lekë Dukagjini, Gjergj Arianiti en Tanush II Thopia.
Ondertussen ontmoet Skanderbeg tijdens de bruiloft van zus Mamica, die tegen haar zin uitgehuwelijkt wordt aan de Muzaka-dynastie, prinses Donika Arianiti, zijn toekomstige gemalin. Nadat de Ottomanen Berat veroveren dreigen ze richting Krujë uit te rukken, waar Skanderbeg zijn kasteel staat gevestigd, echter winnen de Albanezen deze veldslag. Hierna bevalt Donika van zoon Gjon Kastrioti II.
De Ottomaanse vazalen, de Venetianen en Serviërs, vrezen dat de macht van de Albanezen te groot wordt. De Servische despoot Đurađ Branković praat in op Hamza Kastrioti. Hij probeert frictie te veroorzaken tussen hem en Skanderbeg door te benoemen dat Skanderbeg alle krediet krijgt terwijl Hamza een betere militair zou zijn en eigenlijk de troon van Albanië én prinses Donika verdiend. 
Na een Ottomaanse aanval op de Albanezen, waarbij de vader van Muzaka, gemaal van Mamica, sterft, wordt het voor Skanderbeg duidelijk dat zijn neef Hamza Kastrioti informatie had verstrekt over de Albanese tactieken, die via de bergen verliepen. Vanaf dit punt vecht Skanderbeg tegen zijn neef Hamza Kastrioti, die overstapte naar het Ottomaanse leger. In de laatste veldslag komt het neer op een direct gevecht tussen Skanderbeg en Hamza aan. Skanderbeg wint het gevecht, waarbij Hamza erkend heel zijn leven jaloers te zijn geweest op zijn neef. Skanderbeg verslaat hierna het Ottomaanse Rijk van sultan Mehmet II.

## Rolverdeling
- Akaki Chorava - Gjergj Kastrioti Skanderbeg
- Lec Shllaku - Gjon Kastrioti
- Mihal Stefa - Gjergj Arianiti
- Georgi Roemjantsev - Lekë III Dukagjini
- Kadri Roshi - Teodor III Muzaka
- Semjon Sokolovski - Hamza Kastrioti
- Oleg Zjakov - Tanush II Thopia
- Naim Frashëri - Pal Muzaka
- Boris Tenin - Gjin Balsha
- Sergej Koerilov - Lekë Zaharia
- Besa Imami - Donika Arianiti
- Adivie Alibali - Mamica Kastrioti
- Veriko Andzjaparidze - Dafina (Vojsava Tripalda)
- Marie Logoreci - Zanfina Muzaka
- Vahram Papazjan - Murat II
- Nodar Şaşıqoğlu - Mehmet II
- Ndrek Shkjezi - Gjeto Gjokaj
- Georgi Tsjernovolenko - Marash
- Sergo Zakariadze - Laonikus
- Vladimir Belokoerov - Đurađ Branković
- Aleksandr Vertinski - Francesco Foscari
- Nikolaj Timofejev -  Italiaans dichter
- Joeri Jakovlev - soldaat